# Sidi Muhammad IV.

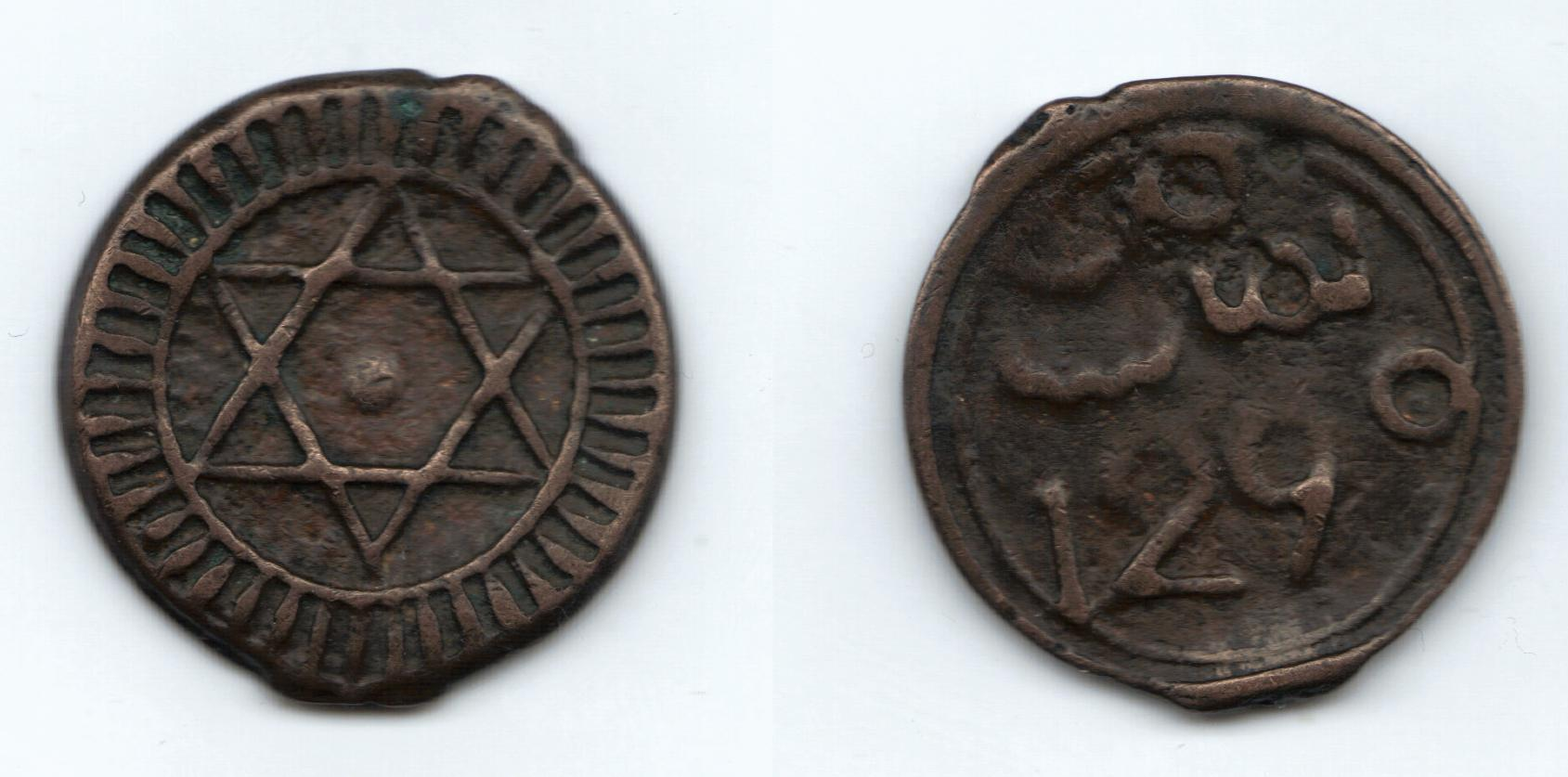
Ein vier Falus Münze, datiert 1873, geprägt unter Mohammed IV.

Sidi Muhammad IV. (arabisch محمد بن عبد الرحمن بن هشام بن محمد بن مولاي عبد الله بن مولاي إسماعيل بن الشريف بن علي العلوي, DMG Muḥammad b. ʿAbd ar-Raḥmān b. Hišām b. Muḥammad b. Mawlāy ʿAbdallāh b. Mawlāy ʾIsmāʿīl b. aš-Šarīf b. ʿAlī al-ʿAlawī, * 1803; † 16. September 1873 in Marrakesch) war Sultan der Alawiden in Marokko (1859–1873).
In der Nachfolge seines Vaters Mulai Abd ar-Rahman (1822–1859) und dessen erster Frau Lalla Fatima, versuchte Sultan Sidi Muhammad die Sicherheit Marokkos durch die Modernisierung der Armee und den Ausbau der Befestigungsanlagen weiter zu festigen. Die Notwendigkeit war durch die Niederlage Marokkos im Krieg gegen Spanien (1859–1860) deutlich geworden.
Allerdings richtete sich die Modernisierung des Militärs auch gegen die unruhigen Stammesverbände der Beduinen und Berber, die die Landbevölkerung sowie die Städte immer wieder bedrohten. Dies war auch ein Grund, dass ab der Mitte des 19. Jahrhunderts die Bevölkerung in den Städten an der Atlantikküste schnell anwuchs, da die Städte sich wegen der größeren Sicherheit schnell zu Wirtschaftszentren entwickelten. Durch die Häfen konnten die in den Städten hergestellten Güter leichter exportiert werden. Um den Export zu fördern, wurden weitere Verträge mit den europäischen Mächten abgeschlossen. Nachfolger von Sidi Muhammad IV. wurde dessen Sohn Mulai al-Hassan I.
Weitere Kinder: 
- Mulay Ibrahim bin Mohammed
- Mulay 'Abdu'l-Aziz bin Mohammed
- Mulay 'Abu Bakar bin Mohammed
- Sidi Mohammed bin Mohammed
- Mulay Ja'afar bin Mohammed
- Mulay al-Amin bin Mohammed (Kalif von Shawiya und Casablanca 1908)
- Mulay 'Umar bin Mohammed (Kalif von Fez vor 1894)
- Mulay Usman bin Mohammed (Kalif von Fez, Pascha und Kalif von Marrakesch vor 1877)
- Mulay al-Rashid bin Mohammed (gest.: Tafilalt März 1911) (Khalif von Tafilalt 1896–1911)
- Mulay 'Ali bin Mohammed, Mulay bin Mohammed
- Mulay Hasan as-Saguir bin Mohammed
- Mulay 'Abdu'l-Malik bin Mohammed
- Prinzessin Lalla bint Mohammed (geb. vor 1836), verh. mit Mohammed al-Marani